# Конвой Трук – Балікпапан (01.12.43 – 13.12.43)
Конвой Трук — Балікпапан (01.12.43 — 13.12.43) — японський конвой часів Другої світової війни, проведення якого відбувалось у грудні 1943. На першій ділянці маршруту до Палау (важливий транспортний хаб на заході Каролінських островів) загін прямував як конвой № 7014.
Вихідним пунктом конвою був атол Трук у центральній частині Каролінських островів, де до лютого 1944-го була головна база японського ВМФ у Океанії та транспортний хаб, що забезпечував постачання Рабаула (головна передова база в архіпелазі Бісмарка, з якої провадились операції на Соломонових островах та сході Нової Гвінеї) та східної Мікронезії. Пунктом призначення став один з головних центрів нафтовидобувної промисловості Південно-Східної Азії Балікпапан, розташований на східному узбережжі острова Борнео.
До складу конвою увійшли флотський танкер «Сата», танкери «Нанпо-Мару» та «Сеян-Мару» (Seian Maru), а також транспорт «Шою-Мару» (Shoyu Maru). Охорону на першій ділянці маршруту забезпечував есмінець «Акігумо».
Загін вийшов із Труку 1 грудня 1943-го і 7 грудня досягнув Палау, невдовзі після чого три танкери попрямували далі під охороною мисливця за підводними човнами CH-6, що 4 грудня прибув на Палау з конвоєм із Балікпапану.
Хоча поблизу Труку та Палау, в морі Сулавесі та біля нафтовидобувних регіонів Борнео традиційно діяли американські підводні човни, цього разу перехід пройшов вдало і 13 грудня танкери досягнули Балікпапану.
Що стосується «Шою-Мару», то цей транспорт у підсумку також рушив до Балікпапану, проте лише 13 грудня 1943-го в конвої № 2515.